# Chirripó (distrito)
Chirripó es un distrito del cantón de Turrialba, en la provincia de Cartago, de Costa Rica.

## Historia
Chirripó fue creado el 4 de octubre de 2001 por medio de Ley 8150.

## Geografía
Chirripó cuenta con un área de 940,9 km² y una altitud media de 1115 m s. n. m.

## Demografía
Para el año 2022, Chirripó cuenta con una población estimada de 5098 habitantes, y para el último censo efectuado, en 2011, Chirripó contaba con una población de 4185 habitantes.

## Localidades
- Cabecera: Grano de Oro o Xara
- Poblados: Carolina, Chirripó Abajo (parte), Chirripó Arriba, Damaris, Fortuna, Jekui, Moravia, Namaldí, Pacuare arriba, Paso Marcos, Tsipiri (Platanillo), Playa Hermosa, Porvenir, Raíz de Hule, Río Blanco, Santubal, Surí, Vereh, Quetzal.

## Transporte

### Carreteras
Al distrito lo atraviesan las siguientes rutas nacionales de carretera:
- Ruta nacional 414